# Ян Дантишек
Ян Дантишек (Jan Dantyszek, 1 жовтня 1485 — 27 жовтня 1548) — церковний діяч, дипломат, поет королівства Польського. Вважається «батьком польської дипломатії».

## Життєпис
Походив з роду німецьких купців фон Гьофен. Народився у 1485 році у Данцигу (сучасний Гданськ). Звідси й походить його прізвище, під яким став відомими (Дантишек — з польської значить Данцизький). Спочатку навчався у церковно-приходській школі у Грауденці, потім вчився в університетах Грайфсвальду (у 1499–1500 роках) та Кракова. В Яґеллонському університеті отримав ступінь бакалавра.
Водночас, у 1501 році був запрошений на службу до королівського канцлера Яна Ласкі. У 1502 році бере участь у військових походах проти османів та Молдавії. Тут зумів завоювати прихильність короля. У 1503 році призначається королівським секретарем.
Протягом 30 років служив при дворі королів Польщі, виконуючи різноманітні дипломатичні завдання. У 1504–1505 роках представляв королівський двір на з'їздах Королівської Пруссії. Після цього подорожував Європою, поліпшуючи свої знання. У 1513 році повертається до королівського двору. тут Дантишек сприяв посиленню впливу Польщі у Пруссії, а також зменшенню самостійності Данцига.
У 1515 році Ян Дантишек представляв Сигізмунда I Старого на зібранні князів Священної Римської імперії у Відні. Там же був висвячений у лицаря та увійшов до шляхетського стану. У 1518–1519 роках перебував в Італії щодо вирішення отримання частини спадку Бони Сфорци, дружини короля Сигізмунда I.
У 1522–1523 роках відвідав Англію, Священну Римську імперію, де обговорював питання дотримання Другого Торунського миру. У 1524 році домігся передачі королеві Сфорци князівства Барійського в Італії. У 1525 році призначається постійним представником Польщі при дворі імператора Священної Римської імперії. На цій посаді першим у польські дипломатії запровадив застосування шифрів.
У 1530 році стає єпископом Кульма. У 1532 році Дантишек повертається до Польщі. У 1537 році обирається князем-єпископом Вармії. На цій посаді зосередив основну увагу на боротьбі з Реформацією. Водночас проявив себе як мецената та культурного діяча. Помер у Лідзбарку у 1548 році.

## Творчість
Ян Дантишек активно вів листування з видними особами (Еразмом Роттердамським, Георгом Сабінусом). Тисячі листів приватного та дипломатичного характеру датуються 1500–1548 роками. Писав переважно латиною, а також німецькою та польською мовами.
Найбільш значні в поетичній спадщині Дантишека вірші про політичні події його часу. Реальні події відбилися у великому вірші «Життя Яна Дантишека». Епічний розповідь не раз переривається наріканнями на мінливість долі в дусі Овідія.